# Thalassius torvus
Thalassius torvus är en spindelart som först beskrevs av Pietro Pavesi 1883.  Thalassius torvus ingår i släktet Thalassius och familjen vårdnätsspindlar.
Artens utbredningsområde är Etiopien. Inga underarter finns listade i Catalogue of Life.